# NGC 5231
NGC 5231 este o galaxie seyfert de tip 2⁠(d) situată în constelația Fecioara. A fost descoperită în 30 aprilie 1864 de către Albert Marth. Se află la o distanță de 93,5 de megaparseci de Pământ.